# Evil Activities
Evil Activities è un gruppo musicale olandese che suona e mixa musica di genere hardcore.
Il produttore, dj e leader della band, Kel van Soest, ha iniziato la sua carriera nel 1997. È stato scoperto da Jeroen Streunding (Dj Neophyte) e ha pubblicato il suo primo disco all'inizio del 1998 con la Rotterdam Records. Quasi un anno dopo dj Neophyte ha lanciato la propria etichetta "Neophyte Records", e per Kel è stato un passo logico cambiare la sua etichetta discografica.
Dopo non molto tempo, Kel e Jeroen hanno cominciato a collaborare in studio insieme, permettendo al progetto di rinascere.
In quasi 10 anni di lavoro, gli Evil Activities hanno rielaborato e remixato musica hardcore per celebrità della musica elettronica come i Neophyte, Endymion, The Viper, Dj Panic, Nosferatu, Tha Playah e Dj Paul Elstak.
Il gruppo ha suonato in quasi tutti i grandi eventi hardcore di tutto il mondo. Kel Van Soest, oltre a suonare e mixare musica hardcore, si occupa anche di musica hardstyle con il soprannome di Max Enforcer.

## Discografia
- 1998 - Untitled
- 1999 - 6 Months to X-Tinction
- 1999 - The Introduction
- 2000 - 3 Months to X-Tinction
- 2001 - Extinction
- 2001 - X-Tinction
- 2002 - Before Your Eyes
- 2003 - Dedicated
- 2003 - Dedicated (To Those Who Tried to Hold Me Down)
- 2003 - Project: Hardcore
- 2003 - State of Emergency
- 2004 - One of These Days
- 2005 - Back On Track
- 2005 - Never Fall Asleep
- 2006 - Invasion
- 2006 - The Hardest Encounter II
- 2008 - Cold as Me
- 2008 - Evilution
- 2008 - From Cradle to Grave
- 2008 - No Place to Hide
- 2008 - Nobody Said It Was Easy
- 2008 - To Claim the Future
- 2009 - Invincible
- 2009 - Nobody Said It Was Easy (Forcer UK Hardcore Remix)
- 2010 - Evil Inside
- 2011 - Brokenwith Endymion
- 2012 - Hardshock anthem
- 2012 - It's ok

## Remixes
- 2000 - Always Hardcore Vol. 7
- 2000 - Demonsworld
- 2001 - Always Hardcore 10
- 2001 - Danger Hardcore Team - Virus 5
- 2001 - Fuck the Prejudice
- 2001 - Hardcore to the Bone Volume II
- 2001 - Jump! 5 - Hardcore Muthaf**ker
- 2001 - Masters of Hardcore Chapter VIII - Thesurvivorsofhardcore
- 2001 - Megarave 2001
- 2001 - The Origin of Core - Mix Edition
- 2001 - The Origin of Core - Nosferatu Edition
- 2001 - The Remix Project Vol I
- 2001 - Thunderave 2001
- 2002 - Hardcore to the Bone Volume III
- 2002 - In the Mix Vol. 3
- 2002 - Mid-Town Records Hardcore Collection 1
- 2002 - Thunderdome
- 2003 - A Hardcore State of Mind
- 2004 - A Nightmare in Rotterdam - A New Hardcore Incubus
- 2004 - A Nightmare in Rotterdam - Never Sleep Again
- 2004 - Always Hardcore Compilation Vol. 15 Part II
- 2004 - Always Hardcore Vol. 15
- 2004 - Always Hardcore Vol. 16 - The Hardest
- 2004 - Hardcore Motherfuckers Vol. 3
- 2004 - Hardcore to the Bone Volume VIII
- 2004 - Hellbound - The Darkside
- 2004 - Offensive Remix Project Part 2
- 2004 - Raving Nightmare - The Battle
- 2004 - Thunderdome 2nd Gen Part 1 - Malice to Society
- 2004 - Thunderscream - Just Hardcore
- 2004 - Virus 16
- 2005 - A Nightmare Outdoor
- 2005 - A Nightmare Outdoor (DVD)
- 2005 - Bonkers 15: Legends of the Core
- 2005 - Demolition Part5
- 2005 - Exlxaxl (Original Hardcore Remixes)

## Hardstyle Discografia
- 2006 - Catching Up
- 2008 - Loudness
- 2008 - Ride with Uz (Remixes)
- 2010 - Epic with Waverider
- 2010 - Dilemma with Waverider
- 2010 - Fade to Black (Ufficial anthem) with Rush
- 2010 - Gold
- 2011 - Sound Intense City (Decibel Anthem) with Zany
- 2011 - We forget to Live with Frontliner
- 2011 - On the Go with Frontliner
- 2011 - It must be with Zatox
- 2012 - Time to Rock